# Лі Ан (футболіст)
Лі Ан (кит.: 李昂, нар. 15 вересня 1993, Повіт Пей, Цзянсу) — китайський футболіст, який грає на позиції захисника в клубі «Шанхай Порт». Відомий також за виступами в клубі «Цзянсу Сунін» та національній збірній Китаю.

## Клубна кар'єра
Лі Ан розпочав виступи на футбольних полях у юнацькій команді клубу «Цзянсу Сунін» у 2011 році. У 2013 році футболіст перейшов до головної команди клубу, і в складі команди у 2015 році став володарем Кубка Китаю, а в 2020 році став у складі команди чемпіоном Китаю. З початку 2021 року Лі Ан грає в клубі «Шанхай Порт», та в 2023 році вдруге став у його складі чемпіоном Китаю.

## Виступи за збірну
У 2011—2013 роках Лі Ан залучався до складу юнацької збірної Китаю. У 2014—2015 роках Лі Ан грав у складі молодіжної збірної Китаю, у посиленому складі молодіжної збірної брав участь у футбольному турнірі Азійських ігор 2014 року. У 2014 році футболіст також дебютував у складі національної збірної Китаю. У складі збірної Лі Ан брав участь у фінальному турнірі кубка Азії 2015 року. У складі національної збірної грав до 2021 року, загалом зіграв у її складі 9 матчів. у яких забитими голами не відзначився.

## Титули і досягнення
- Чемпіон Китаю: 2015, 2023, 2024
- Володар Кубка Китаю: 2015, 2024